# Grégoire II d'Alexandrie
Grégoire II d'Alexandrie est un  patriarche melkite d'Alexandrie  de vers 1316 ? à 1354 ?

## Contexte
À la demande du patriarche de Constantinople il participe à l'administration de l'« Église d'Orient ». Il doit faire face au conflit qui oppose le patriarcat melkite d'Alexandrie au patriarcat de Jérusalem au sujet des monastères du mont Sinaï 